# Torneig de Roland Garros 2023
El Torneig de Roland Garros 2023, conegut oficialment com a Internationaux de France 2023, és un esdeveniment de tennis disputat sobre terra batuda que pertany a la categoria de Grand Slam. La 122a edició del torneig se celebrarà entre el 22 de maig i l'11 de juny de 2023 al Stade Roland Garros de París, França.

## Resum
- El serbi Novak Đoković va guanyar el 23è títol individual de Grand Slam del seu palmarès i esdevenir el tennista amb més títols individuals de Grand Slam després de desempatar amb Rafael Nadal. Aquest fou el tercer títol de Roland Garros i també va esdevenir el primer tennista en completar un triple Grand Slam durant la carrera. Aquesta victòria li va permetre recuperar el número 1 del rànquing individual. En la final va derrotar el noruec Casper Ruud, que disputava la tercera final de Grand Slam sense èxit.[1][2]

- La polonesa Iga Świątek va defensar el títol aconseguit en l'edició anterior i va guanyar el tercer títol de Roland Garros individual del seu palmarès, el quart títol individual de Grand Slam del seu palmarès en quatre finals disputades. Amb aquesta victòria va consolidar el número 1 del rànquing individual femení. En la final va derrotar la txeca Karolina Muchova, que disputava la seva primera final de Grand Slam.[3]

- La parella formada pel croat Ivan Dodig i l'estatunidenc Austin Krajicek van guanyar el primer títol de Grand Slam junts després de ser finalistes en l'edició anterior. Per Dodig era el tercer títol de Grand Slam de dobles masculins, segon a Roland Garros, mentre que per Krajicek era el primer títol de Grand Slam del seu palmarès i li va permetre escalar fins al número 1 del rànquing de dobles per primera vegada. En la final van superar els belgues Sander Gillé i Joran Vliegen, que disputaven la seva primera final de Grand Slam.[4]

- La parella formada per la taiwanesa Hsieh Su-wei i la xinesa Wang Xinyu van guanyar el primer títol tot just el segon torneig que disputaven juntes. Hsieh va disputar el primer torneig de Grand Slam des de 2021 a causa d'una lesió, i va guanyar el segon títol de Roland Garros, i el cinquè títol de Grand Slam del seu palmarès. En canvi, Wang debutava al Roland Garros i va guanyar el tercer títol del seu palmarès.[5]

- La parella formada per la japonesa Miyu Kato i l'alemany Tim Pütz van guanyar el primer títol de Grand Slam de les trajectòries respectives.[6][7]

## Campions/es

### Elit
| Categoria          | Campions/es                | Finalistes                       | Resultat         |
| ------------------ | -------------------------- | -------------------------------- | ---------------- |
| Individual masculí | Novak Đoković              | Casper Ruud                      | 7−6(1), 6−3, 7−5 |
| Individual femení  | Iga Świątek                | Karolína Muchová                 | 6−2, 5−7, 6−4    |
| Dobles masculins   | Ivan Dodig Austin Krajicek | Sander Gillé Joran Vliegen       | 6−3, 6−1         |
| Dobles femenins    | Hsieh Su-wei Wang Xinyu    | Leylah Fernandez Taylor Townsend | 1−6, 7−6(5), 6−1 |
| Dobles mixts       | Miyu Kato Tim Pütz         | Bianca Andreescu Michael Venus   | 4−6, 6−4, [10−6] |

### Júniors
| Categoria          | Campions/es                             | Finalistes                          | Resultat    |
| ------------------ | --------------------------------------- | ----------------------------------- | ----------- |
| Individual masculí | Dino Prižmić                            | Juan Carlos Prado Ángelo            | 6−1, 6−4    |
| Individual femení  | Alina Korneeva                          | Lucciana Pérez Alarcón              | 7−6(4), 6−3 |
| Dobles masculins   | Yaroslav Demin · Rodrigo Pacheco Méndez | Lorenzo Sciahbasi Gabriele Vulpitta | 6−2, 6−3    |
| Dobles femenins    | Tyra Caterina Grant Clervie Ngounoue    | Alina Korneeva · Sara Saito         | 6−3, 6−2    |

## Distribució de punts i premis

### Distribució de punts
| Esdeveniment       | G    | F    | SF  | QF  | 4a ronda | 3a ronda | 2a ronda | 1a ronda |
| Individual masculí | 2000 | 1200 | 720 | 360 | 180      | 90       | 45       | 10       |
| Dobles masculins   | 2000 | 1200 | 720 | 360 | 180      | 90       | 0        | −        |
| Individual femení  | 2000 | 1300 | 780 | 430 | 240      | 130      | 70       | 10       |
| Dobles femenins    | 2000 | 1300 | 780 | 430 | 240      | 130      | 10       | −        |

### Distribució de premis
| Esdeveniment | G         | F         | SF      | QF      | 4a ronda | 3a ronda | 2a ronda | 1a ronda | Q3     | Q2     | Q1     |
| Individuals  | 2.300.000 | 1.150.000 | 630.000 | 400.000 | 240.000  | 142.000  | 97.000   | 69.000   | 34.000 | 22.000 | 16.000 |
| Dobles       | 590.000   | 295.000   | 148.000 | 80.000  | 43.000   | 27.000   | 17.000   | −        | −      | −      | −      |
| Dobles mixts | 122.000   | 61.000    | 31.000  | 17.500  | 10.000   | 5.000    | −        | −        | −      | −      | −      |

- Els premis són en euros.
- Els premis de dobles són per equip.